# San Martín de Valvení

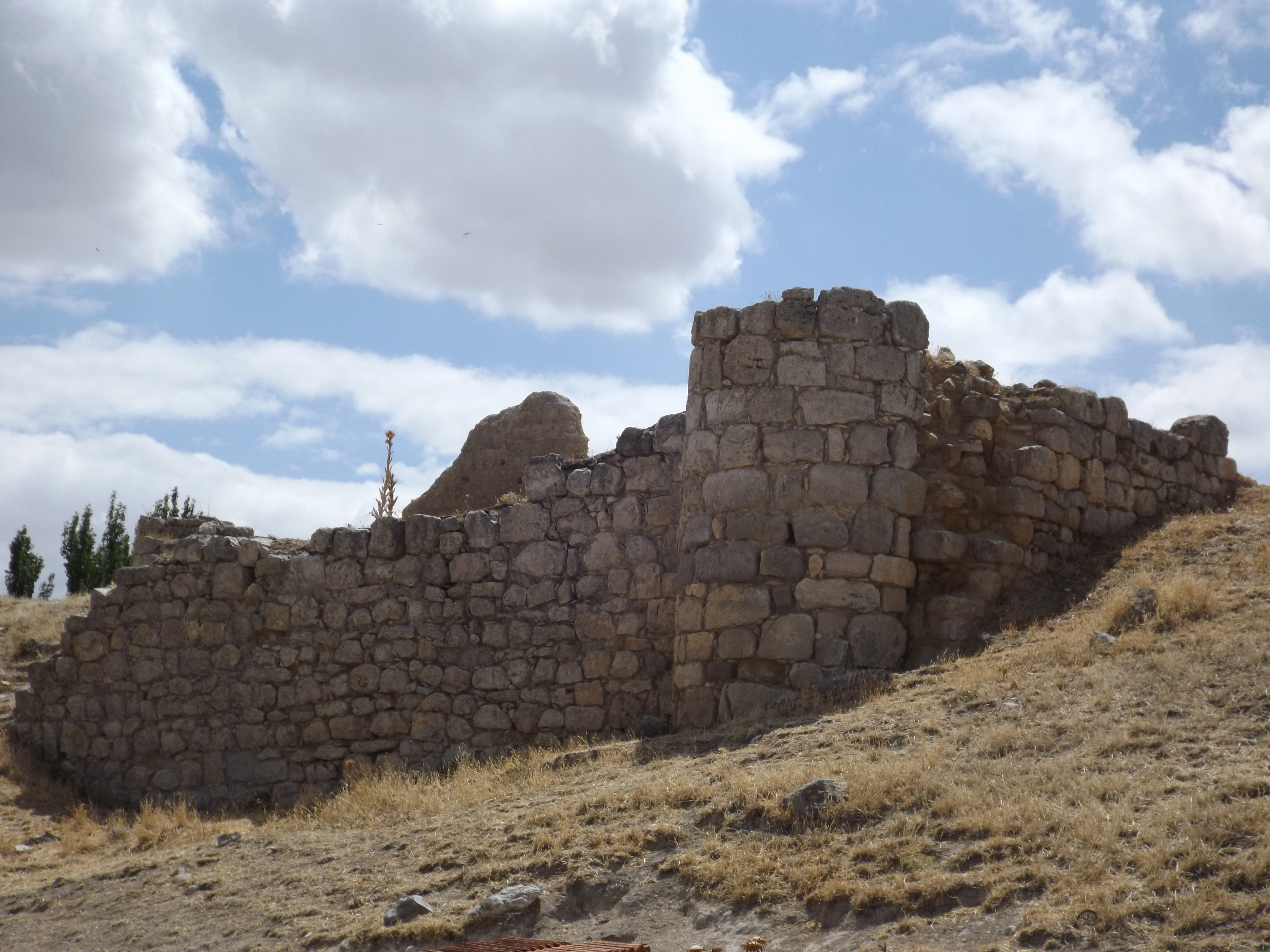
Ruine der mittelalterlichen Burg (castillo)

San Martín de Valvení ist ein nordspanischer Ort und eine Gemeinde (municipio) mit nur noch 84 Einwohnern (Stand: 2024) in der Provinz Valladolid in der Autonomen Region Kastilien-León; die Gemeinde gehört zum Weinbaugebiet „Cigales D. O.“.

## Lage
Der Ort San Martín de Valvení liegt nahe der Autovía A-62 auf der Ostseite des Río Pisuerga in einer Höhe von ca. 735 m. Die Entfernung zur südwestlich gelegenen Provinzhauptstadt Valladolid beträgt nur knapp 20 km (Fahrtstrecke). Das Klima im Winter ist rau, im Sommer dagegen trocken und warm; der eher spärliche Regen (ca. 425 mm/Jahr) fällt überwiegend im Winterhalbjahr.

## Bevölkerungsentwicklung
| Jahr      | 1857 | 1900 | 1950 | 2000 | 2017 |
| Einwohner | 667  | 675  | 476  | 108  | 85   |

Wegen der Mechanisierung der Landwirtschaft und der Aufgabe bäuerlicher Kleinbetriebe wanderten viele Arbeitskräfte und deren Familien in der zweiten Hälfte des 20. Jahrhunderts in die größeren Städte ab (Landflucht).

## Wirtschaft
Das Umland von San Martín de Valvení war und ist in hohem Maße landwirtschaftlich geprägt, wobei die Viehzucht traditionell eine weniger wichtige Rolle spielte; der Ort bot die notwendigen regionalen Dienstleistungen in den Bereichen Handwerk und Handel. San Martín de Valvení ist Teil des kleinen Weinbaugebiets „Cigales“; der Tourismus spielt nur eine untergeordnete Rolle.

## Geschichte
Um 400 v. Chr. war die Gegend von der keltischen Volksgruppe der Vaccäer besiedelt. Im 2. Jahrhundert v. Chr. brachten die Römer weite Teile der Iberischen Halbinsel unter ihre Kontrolle; sie brachten überdies die Kunst des Weinbaus mit. Im 5. Jahrhundert n. Chr. kamen die Vandalen, die jedoch von den Westgoten nach Nordafrika abgedrängt wurden. Im 8. Jahrhundert drangen arabisch-maurische Heere bis weit in den Norden vor, konnten jedoch die Gebiete nördlich des Kantabrischen Gebirges (Baskenland, Kantabrien, Asturien, Galicien) nicht erobern. Bereits im 10. und 11. Jahrhundert wurden sie von christlichen Heeren nach Süden abgedrängt (reconquista), wobei das ca. 20 km südlich von San Martín de Valvení gelegene Tal des Duero lange Zeit die jeweiligen Einflusssphären voneinander abgrenzte. Vom 13. bis zum 15. Jahrhundert waren Angehörige der aus Navarra stammenden Adelsfamilie der Zúñiga Grundherren (señores) des Ortes; sie erbauten auch eine Burg (castillo). 

## Sehenswürdigkeiten

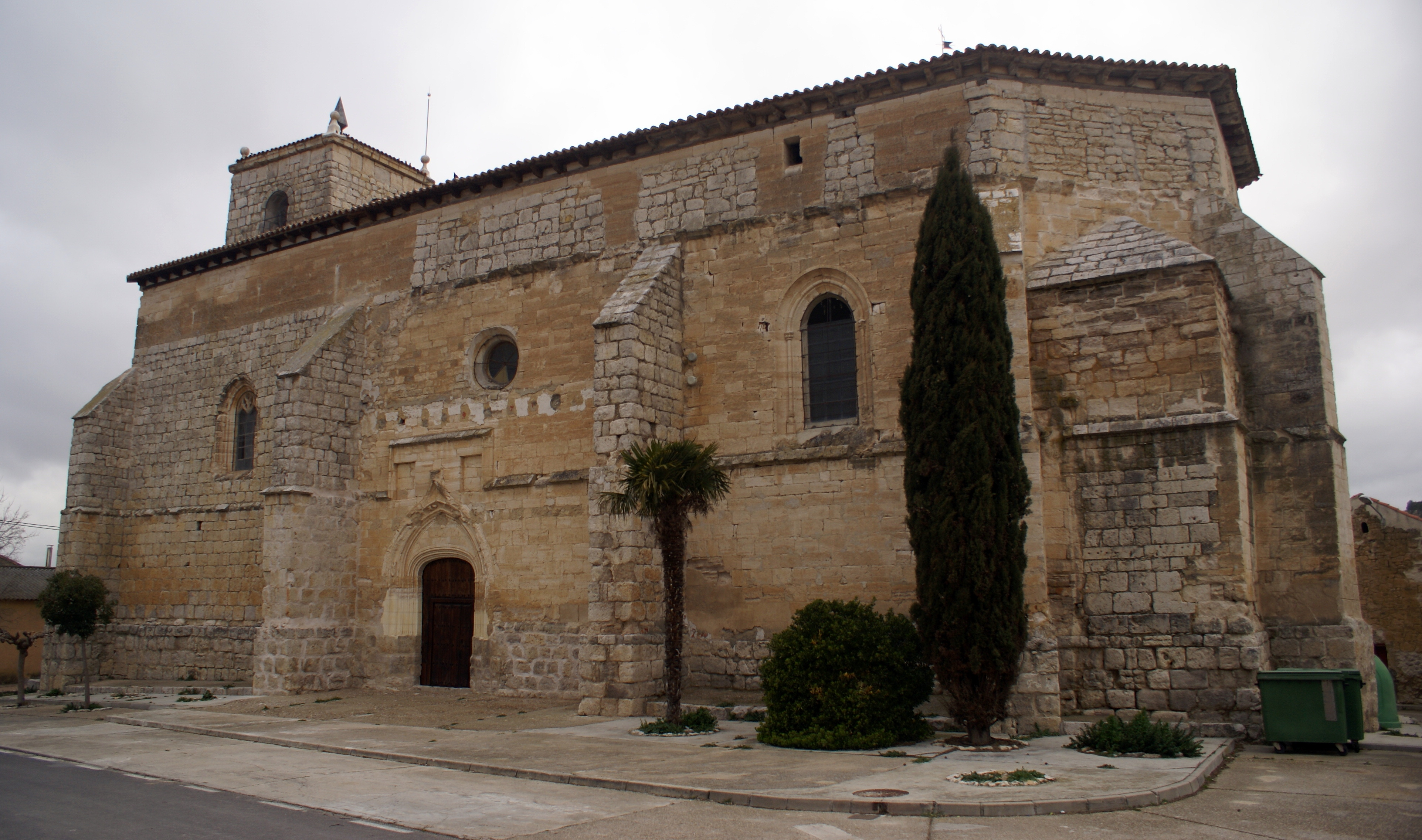
San Martín de Valvení – Iglesia San Salvador

- Die am Ortseingang befindlichen Ruinen der Burg bieten wenig Interessantes.[4][5]
- Die Iglesia del Salvador ist ein einschiffiger Bau ohne Querhaus, aber mit Glockenturm (campanario) aus dem 16. Jahrhundert; bald nach der Fertigstellung wurde das Kirchenschiff mitsamt der polygonal gebrochenen Apsis erhöht. Ein Gesims oberhalb des Portals ist zu einem Alfiz umgeformt.

Umgebung
- Die ca. 3 km östlich des Ortes gelegene Granja de San Andrés war ein ehemaliges Kloster, dann ein Tochterkloster der Zisterzienserabtei Valbuena. Im 13. Jahrhundert kam es zum Zisterzienserkloster Santa María de Palazuelos und wurde wenig später in eine Grangie umgewandelt. Heute stehen nur noch Ruinen.